# Havka
Havka (pol. Hafka, węg. Hóka) – maleńka wieś we wschodniej Słowacji w kraju preszowskim, w powiecie Kieżmark.

## Położenie
Leży w głębi gór Magury Spiskiej, ok. 5 km na południe od biegu Dunajca i granicy słowacko-polskiej. Jej zabudowania leżą w niewielkiej kotlince utworzonej u zbiegu źródłowych cieków potoku Jordanec, prawobrzeżnego dopływu Dunajca. Jedyne połączenie drogowe ze światem stanowi droga biegnąca początkowo wzdłuż wspomnianego potoku, a następnie odbijająca na zachód do Starej Wsi Spiskiej.

## Historia
Historycy słowaccy sądzą, że w tym miejscu kartuzi z niedalekiego Czerwonego Klasztoru już ok. 1330 założyli wieś, przekształconą w 1433 r. w folwark. Tadeusz M. Trajdos z kolei podaje, że folwark o nazwie Havka, założony w dobrach pokartuskich Czerwonego Klasztoru, pojawia się w źródłach dopiero od 1612 r. Początkowo należał on do parafii w Rychwałdzie (dziś słow. Veľká Lesná). W końcu XVII w. folwark ten rozparcelowano na gospodarstwa chłopskie, ściągając osadników polskich z innych wsi Zamagurza i z Podhala, a następnie przeniesiono do parafii Lechnica, z którą miał on lepsze połączenie komunikacyjne.
W XVIII w. wieś należała do kamedułów, którzy władali Czerwonym Klasztorem od roku 1711 do kasaty zakonu przez cesarza Józefa II w roku 1782. W latach 1786–1788 dosiedlono tu kilka rodzin "Szwabów", czyli kolonistów wyznania luterańskiego (ewangelicko-augsburskiego) z Wirtembergii i (lub) może z Turyngii. W następnych latach ulegli oni całkowitemu spolszczeniu, a drogą małżeństw z polskimi sąsiadami porzucili też luteranizm. W 1801 r. Hawkę zamieszkiwało 123 katolików, mówiących polską gwarą. Około roku 1880 notowano w tej wsi 199 mieszkańców, z tego 173 rzymskich katolików, 22 "schizmatyków" (grekokatolików) i 4 żydów, a krótko przed I wojną światową tylko 125 górali polskich wyznania rzymskokatolickiego.
Mieszkańcy zajmowali się drobnym rolnictwem, hodowlą owiec, garncarstwem. W II poł. XX w. znaczący spadek ilości mieszkańców. Obecnie coraz więcej dawnych, drewnianych chałup przekształca się w domy letniskowe.

## Kultura
We wsi jest używana gwara spiska, zaliczana przez polskich językoznawców jako gwara dialektu małopolskiego języka polskiego, przez słowackich zaś jako gwara przejściowa polsko-słowacka. Dobrze zachowany dawny układ zabudowy z drewnianymi domami i zabudowaniami gospodarczymi.